# Szymon Hołownia
Szymon Franciszek  Hołownia (n. 3 de setembro de 1976 em Białystok) – jornalista, escritor, jornalista e ativista social polaco. Candidato ao cargo de Presidente da República da Polónia nas eleições presidenciais polacas de 2020. 

## Biografia

### Juventude
Szymon Hołownia terminou o Liceu Comunitário da Sociedade Educacional STO (atualmente conhecido como Liceu Comunitário  "Fabryczna 10") em Białystok. Participou na curta-metragem "Człowiek z cienia" ("Um homem das sombras") feita em 1994 no Clube Cinematográfico "Projektor" em Białystok. Por 5 anos, estudou psicologia na Escola Superior de Psicologia Social de Varsóvia sem terminar os estudos. 
Permaneceu duas vezes no noviciado da ordem Dominicana. 

### Carreira de repórter e colunista
Entre 1997 e 2000 foi editor do departamento de cultura de um dos maiores jornais polacos, a Gazeta Wyborcza, e em 2001–2004 trabalhou como colunista e editor do departamento social da edição polaca da Newsweek. De abril a julho de 2005 desempenhou o papel de editor-chefe adjunto da revista conservadora Ozon. De setembro de 2005 a 2006 trabalhou para o jornal Rzeczpospolita como editor do caderno de fim de semana Plus Minus   . Publicou em outras revistas polacas, tais como Kultura Popularna, Machina, Przewodnik Katolicki, Tygodnik Powszechny e Więź. Nos anos de 2006 a 2012, foi novamente colunista da Newsweek Polska. De setembro de 2012 a abril de 2013, foi colunista do semanário Wprost. A partir de 2015, é colunista regular da Tygodnik Powszechny (em 2019, suspendeu a redação em conexão com o anúncio da entrada na corrida presidencial)  . 
Apresentou programas na Rádio Białystok e na rádio Vox FM, colaborou também com a Rádio PiN. 
Em 2006 foi o apresentador do programa Po prostu pytam (Simplesmente pergunto) na televisão estatal polaca TVP1. Em 2007–2012 foi o diretor responsável pelo programa da estação religiosa Religia.tv, na qual apresentou o talk show sobre ética Między sklepami (Entre lojas, 2007–2010), realizado no centro comercial Złote Tarasy em Varsóvia, bem como os programas Bóg w wielkim mieście (Deus na cidade grande, 2010) e Ludzie na walizkach (Pessoas em trânsito, desde 2009)  . Realizava a revista de imprensa no programa matinal Dzień dobry TVN . Com Marcin Prokop, co-apresentava a versão polaca do Got Talent chamada Mam Talent! (2008–2019)  e o programa Mamy  Cię! (em 2015) na estação TVN. 

### Caridade e atividade social
Foi um dos fundadores da filial de Białystok da fundação "Pomoc Maltańska ". 
Em abril de 2013, criou a fundação "Kasisi" que gere um orfanato na Zâmbia  . 
Em 2014 criou a fundação "Dobra Fabryka" que organiza  ajuda aos moradores de, entre outros países, Bangladesh, Mauritânia, Ruanda, Burkina Faso e Senegal  . 

### Atividade política
Em 8 de dezembro de 2019, no Teatro Shakespeariano de Gdańsk, anunciou oficialmente a sua participação nas eleições presidenciais em 2020. Em 7 de fevereiro de 2020  anunciou o seu programa eleitoral, no qual se concentrou em quatro áreas: segurança nacional, desafios climáticos, solidariedade social e autogoverno/atividade cívica. O ex-ministro de Assuntos Internos Jacek Cichocki tornou-se o chefe da sua equipa, composta entre outros pela ativista social Adriana Porowska, o jornalista Michał Kobosko, o palestrante motivacional com deficiência motora Łukasz Krasoń, o general Mirosław Różański, o professor e ativista social Przemysław Staroń e o analista econômico Piotr Kuczyński. Desde o início, Szymon Hołownia tornou-se um candidato incluído nas pesquisas de opinião presidenciais ao lado dos representantes das forças parlamentares, ganhando apoio oscilando em torno de 10% (na maioria dos casos traduzido no 3º, às vezes o 4º ou 5º lugar). 
É um dos Embaixadores dos Objetivos de Desenvolvimento Sustentável das Nações Unidas. 

## Vida privada
Casado com Urszula Brzezińska-Hołownia, oficial profissional do exército polaco e piloto do caça MiG-29 . Têm uma filha e moram nos arredores de Varsóvia. 

## Livros
(Todos os livros possuem apenas a versão polaca)
- Kościół dla średnio zaawansowanych (Świat Książki, 2004, ISBN 83-7391-690-3, Znak, 2010, ISBN 978-83-240-1291-6)
- Tabletki z krzyżykiem (Znak, 2007, ISBN 978-83-240-0835-3)
- Ludzie na walizkach (Znak, 2008, ISBN 978-83-240-1047-9)
- Monopol na zbawienie (Znak, 2009, ISBN 978-83-240-1290-9)
- Bóg. Życie i twórczość (Znak, 2010, ISBN 978-83-240-1496-5)
- Ludzie na walizkach. Nowe historie (Znak, 2011, ISBN 978-83-240-1512-2)
- Bóg, kasa i rock'n'roll em cooperação com Marcin Prokop (Znak, 2011, ISBN 978-83-240-1864-2)
- Last minute. 24h chrześcijaństwa na świecie (Znak, 2012, ISBN 978-83-240-2198-7)
- Niebo dla średnio zaawansowanych em cooperação com Grzegorz Strzelczyk (Znak, 2013, ISBN 978832402128-4)
- Wszystko w porządku. Układamy sobie życie em cooperação com Marcin Prokop (Znak, 2013, ISBN 978-83-240-2789-7)
- Holyfood, czyli 10 przepisów na smaczne i zdrowe życie duchowe (Znak, 2014, ISBN 978-83-240-3233-4)
- Jak robić dobrze (Czerwone i Czarne, 2015, ISBN 978-83-7700-186-8)
- Święci codziennego użytku (Znak, 2015, ISBN 978-83-240-4050-6)
- 36 i 6 sposobów na to, jak uniknąć życiowej gorączki, czyli Katechizm według Szymona Hołowni (Czerwone i Czarne, 2015, ISBN 9788377002247)
- Instrukcja obsługi solniczki (Wydawnictwo WAM, 2017, ISBN 9788327714428)
- Ludzie w czasach Jezusa (Czerwone i Czarne, 2017, ISBN 978-83-7700-276-6)
- Święci pierwszego kontaktu (Społeczny Instytut Wydawniczy Znak, 2017, ISBN 978-83-240-5002-4)
- Boskie zwierzęta (Znak, 2018, ISBN 978-83-240-5449-7)
- Maryja. Matka rodziny wielodzietnej (Paulinianum, 2019, ISBN 978-83-66050-54-9)
- Teraz albo nigdy (Znak, 2019, ISBN 978-83-240-6016-0)

## Prêmios, distinções e indicações
- 2004: prêmio jornalístico Ostre Pióro galardoado pelo Business Centre Club
- 2004: nomeação ao prêmio „Ślad” em memória do bispo Jan Chrapek
- 2006: prêmio Grand Press na categoria "entrevista" – pela conversa com o teólogo Pe. Prof. Jerzy Szymik intitulada Niebo dla gołębi
- 2006: nomeação ao prêmio „Ślad” em memória do bispo Jan Chrapek
- 2007: prêmio Grand Press na categoria "jornalismo especializado" – pela entrevista com o eticista e filósofo Dr. Kazimierz Szałata intitulada Pamięta Pan Hioba?
- 2007: prêmio „Ślad” em memória do bispo Jan Chrapek
- 2008: Prêmio Literário do Presidente da Cidade de Białystok, edição de 2007
- 2008: nomeação aos prêmio televisivo polaco Wiktor na categoria "maior descoberta televisiva”
- 2008: prêmio jornalístico MediaTor na categoria "NawigaTOR"
- 2010: nomeação ao Prêmio Andrzej Wojciechowski de jornalismo
- 2011: Wiktor na categoria "Wiktor do público” pelo ano 2010
- 2016: Emblema honorário de Mérito pela Proteção dos Direitos da Criança galardoado pelo Ouvidor dos Direitos da Criança.